# La Nativité (Frontier)
La Nativité est une peinture à l'huile sur toile sur toile réalisée à Paris en 1743 par le peintre français Jean-Charles Frontier (1701-1763). 

## Histoire
Le tableau a probablement été commandé par les Chartreux de Lyon et la Chartreuse du Lys Saint-Esprit. L'œuvre est reçue en 1744 à l’Académie royale de peinture et de sculpture et fut exposée au Salon de 1745. Elle est livrée une année plus tard à Lyon, le 25 octobre 1746 et contribuera à l'installation du peintre dans cette ville. Elle est aujourd’hui conservée au musée de Grenoble.

## Analyse
Le sujet est apparemment des plus simples et des plus rebattus, mais quand on songe au code iconologique de l’Ancien Régime, il est probable que l’importance toute particulière donnée au linge blanc n’est pas fortuite. On peut y voir une allusion aux vêtements immaculés du prêtre (le Christ est prophète, prêtre  et roi) et, encore plus sûrement, au linceul de la mise au tombeau, la Nativité portant déjà en substance tout le sacrifice de la Passion.  Un autre détail a son importance : un rai de lumière divine tombe à gauche sur la figure de la Vierge en prière, mais un autre, plus manifeste encore, rencontre Saint Joseph, personnage soucieux et énergique dont le visage, un des meilleurs morceaux du tableau, est un véritable hommage de Frontier à Hallé.  Ces accents désignent particulièrement Joseph qui figure, notons-le, à droite, soit la partie privilégiée de la composition ; il résulte sans doute d’une attention particulière des Chartreux de Lyon.